# Salis Abdul Samed
Salis Abdul Samed (sinh ngày 26 tháng 3 năm 2000) là một cầu thủ bóng đá chuyên nghiệp người Ghana hiện đang thi đấu ở vị trí tiền vệ phòng ngự cho câu lạc bộ Lens tại Ligue 1 và Đội tuyển bóng đá quốc gia Ghana.

## Sự nghiệp thi đấu

### Clermont Foot
Abdul Samed đã từng chơi cho Học viện bóng đá JMG ở Accra, trước khi chuyển đến học viện ở Djékanou, Bờ Biển Ngà, sau khi học viện ở Accra đóng cửa. Vào ngày 24 tháng 7 năm 2019, anh gia nhập câu lạc bộ Clermont theo dạng cho mượn kéo dài 2 năm. Anh ra mắt đội bóng trong trận thua 2–2 (5–4 trên loạt sút luân lưu) trước Lens tại Cúp Liên đoàn bóng đá Pháp vào ngày 27 tháng 8 năm 2019. Samed là một phần của đội bóng Clermont giành quyền thăng hạng lên Ligue 1 sau khi đứng thứ hai tại Ligue 2 2019–20. Vào ngày 12 tháng 7 năm 2021, Abdul Samed chuyển tới Clermont bằng bản hợp đồng kéo dài 4 năm.

### RC Lens
Vào ngày 24 tháng 7 năm 2022, Abdul Samed ký hợp đồng với câu lạc bộ Lens trong một thương vụ chuyển nhượng trị giá 5 triệu euro được báo cáo. Anh đã ký bản hợp đồng 5 năm với câu lạc bộ. Anh ra mắt cho đội bóng vào ngày 7 tháng 8, chơi trọn vẹn 90 phút trong chiến thắng 3–2 của Lens trước Stade Brestois 29. Anh ghi bàn thắng đầu tiên vào ngày 31 tháng 8 năm 2022 trước Lorient. Samed đã kết thúc mùa giải với 33 lần ra sân , trong đó có 32 lần đá chính ngay từ đầu. Anh cũng đá chính cả 4 trận tại Cúp bóng đá Pháp khi họ lọt vào Tứ kết và bị loại bởi nhà đương kim vô địch FC Nantes. Anh đã thiết lập mối quan hệ với đội trưởng của đội bóng, Seko Fofana để bộ đôi này giúp câu lạc bộ đứng thứ hai tại Ligue 1, kém nhà vô địch Paris Saint-Germain một điểm. Thành tích của câu lạc bộ đã giúp họ giành được một suất tham dự UEFA Champions League lần đầu tiên sau 20 năm kể từ mùa giải 2002–03 và là lần thứ ba trong lịch sử câu lạc bộ. Cuối mùa giải, anh được hãng tin thể thao Pháp, Get French Football News bầu chọn là tiền vệ trung tâm xuất sắc nhất và nằm trong đội hình tiêu biểu của mùa giải. Anh cũng được đề cử cho Giải thưởng Marc-Vivien Foé mà Chancel Mbemba đã giành được nó.
Vào ngày 8 tháng 6 năm 2023, Samed đã gia hạn hợp đồng với Lens thêm một năm, hợp đồng của anh hiện sẽ hết hạn vào năm 2028.

## Sự nghiệp quốc tế
Trước Giải vô địch bóng đá thế giới 2022, anh được gọi triệu tập lần đầu tiên lên đội tuyển quốc gia Ghana vào tháng 11 năm 2022. Anh có trận ra mắt quốc tế trước Thụy Sĩ, một trận giao hữu tiền giải đấu, đá chính và chơi trọn vẹn 90 phút khi Ghana thắng 2–0. Tháng 11 năm 2022, Samed tham dự Giải vô địch bóng đá thế giới 2022 với Đội tuyển bóng đá quốc gia Ghana.